# Liste der Kulturdenkmale in Stühlingen
In der Liste der Kulturdenkmale in Stühlingen sind alle Bau- und Kunstdenkmale in der Stadt Stühlingen verzeichnet. Sie leitet sich aus der Liste des Landesdenkmalamts Baden-Württemberg, dem „Verzeichnis der unbeweglichen Bau- und Kunstdenkmale und der zu prüfenden Objekte“ ab. Diese Liste wurde im Jahre 2018 erstellt. Die Teilliste für den Landkreis Waldshut  verzeichnet zwei unbewegliche Bau- und Kunstdenkmäler.
Im Folgenden werden nur die bereits festgestellten Denkmale aufgeführt.

## Allgemein
- Bild: Zeigt ein ausgewähltes Bild aus Commons, „Weitere Bilder“ verweist auf die Bilder im Medienarchiv Wikimedia Commons.
- Bezeichnung: Nennt den Namen, die Bezeichnung oder die Art des Kulturdenkmals.
- Lage: Straßenname und Hausnummer oder Flurstücknummer des Kulturdenkmals, gegebenenfalls auch den Ortsteil. Die Grundsortierung der Liste erfolgt nach dieser Adresse. Der Link (Karte) führt zu verschiedenen Kartendiensten mit der Position des Kulturdenkmals. Fehlt dieser Link, wurden die Koordinaten noch nicht eingetragen. Sind diese bekannt, können sie über ein Tool mit einer Kartenansicht einfach nachgetragen werden. In dieser Kartenansicht sind Kulturdenkmale ohne Koordinaten mit einem roten bzw. orangen Marker dargestellt und können durch Verschieben auf die richtige Position in der Karte mit Koordinaten versehen werden. Kulturdenkmale ohne Bild sind an einem blauen bzw. roten Marker erkennbar.
- Datierung: Baubeginn, Fertigstellung, Datum der Erstnennung oder grobe zeitliche Einordnung entsprechend des Eintrags in der zuständigen Denkmaldatenbank (Landesamt für Denkmalpflege Baden-Württemberg).
- Beschreibung: Kurzcharakteristik des Kulturdenkmals.

## Kulturdenkmale in der Stadt Stühlingen

### Gesamtstadt
|   | Lage                      | Bezeichnung  | Beschreibung | Bild                          | Paragraph |
| - | ------------------------- | ------------ | --- | ----------------------------- | --------- |
| 1 | Blumegger Weiler Standort | Museumsmühle | Nach dem Zweiten Weltkrieg brach gelegen, wurde diese Mühle mit vier Mahlwerken vom Landkreis Waldshut komplett renoviert und als Museumsmühle etabliert | Im Weiler, Stühlingen-Blumegg | § 2       |

### Kernstadt

#### Dorf
Als Dorf wird die Bebauung im Stadtzentrum bis zum nördlichen Stadtrand bezeichnet, die sich auf dem Talboden befindet; das Unterdorf schließt sich talabwärts an das Stadtzentrum an bis zum südlichen Stadtrand.
|    | Lage                                                  | Bezeichnung                                     | Beschreibung | Bild                              | Paragraph |
| -- | ----------------------------------------------------- | ----------------------------------------------- | --- | --------------------------------- | --------- |
| 1  | Rechte Wutachhalde oberhalb Stadt Stühlingen Standort | Schloss                                         | Früher die Burg der Landgrafen zu Lupfen, 1620–1624 zum Schloss umgebaut und dadurch mit einem Burgfried mit Zwiebelturmaufsatz versehen | SchlossHohenlupfen VomUmsetzer II | § 2       |
| 2  | Kreuzung Hauptstraße/Bahnhofsstraße Standort          | Wohnhaus                                        | Als Wohnhäuser für Bahnbeamte und ihre Familien 1874 im Zuge des Baus der Wutachtalbahn errichtet, heute (Stand: Januar 2018) als Wohnhaus/Spielhalle genutzt |                                   | § 2       |
| 3  | Zwischen Bahnhofstraße und Zelgle Standort            | Bauernhof mit Ökonomie-/Wohngebäude und Scheune | 1889 gegenüber den Bahn-Wohnhäusern gebauter Bauernhof im Stile eines spätklassizischten Stadthauses mit Eckquaderung und runden Lüftungslöcher, letztes erhaltenes und im Betrieb befindliches Bauernhaus im Stadtgebiet                                                                                          |                                   | § 2       |
| 4  | Bahnhofstraße 8 Standort                              | Forsthaus mit Nebengebäuden                     | Zweigeschossiges Gebäude mit Krüppelwalmdach und umfangreichem Holzbalkon an Giebelseite, erbaut um 1900 schräg gegenüber dem Stühlinger Bahnhof |                                   | § 2       |
| 5  | Bahnhofstraße 9 Standort                              | Dreifaltigkeitskirche mit Pfarrhaus             | Evangelische Kirche, geweiht 1913, mit neubarockem, kleinem Saalbau und Turm mit Zwiebelkuppel |                                   | § 2       |
| 6  | Zwirnerei am linken Talrand Standort                  | Zwirnerei an der Wutach                         | Fabrik mit Villa für den Fabrikanten am rechten Ufer der Wutach, erbaut 1870 und angetrieben durch ein Kleinkraftwerk an einem Industriekanal rechts der Wutach; ein freistehendes, ehemaliges Arbeiterwohnhaus gehörte ursprünglich zum Ensemble                                                                  |                                   | § 2       |
| 7  | Mädchenheim zwischen Bahnhof und Wutach Standort      | Mädchenheim                                     | Frei auf dem Talboden im Gewann Schallerei erstelltes Wohnhaus, welches anfangs zur Zwirnerei gehörte; später als Wohnheim für unverheiratete Mütter genutzt, deshalb als Mädchenheim bezeichnet |                                   | § 2       |
| 8  | Grenzübergang Stühlingen-Oberwiesen Standort          | Ehemaliges Zollhaus                             | Anno 1928 erbautes badisches bzw. deutsches Zollhaus mit Wärterhäuschen südlich der Brückenzufahrt, später durch ein eingeschossiges Zollgebäude nördlich der Brückenzufahrt ersetzt und bis heute als Wohnhaus in Gebrauch; die Deutsch-Schweizer Grenze verläuft in Flussmitte der Wutach                        |                                   | § 2       |
| 9  | Nördliches Ende Hauptstraße Standort                  | Ehemaliges Hauptsteueramt                       | Im Jahre 1837/38 erbautes badisches Hauptsteueramt (entspricht heute dem Finanzamt); klassizistische, stattliche Dreiflügelanlage mit Walmdach und Sohlbankgesims, Interieur mit doppelläufiger Podesttreppe |                                   | § 2       |
| 10 | Hauptstraße 10 Standort                               | Ehemaliges Fürstenbergisches Rentamt            | Erbaut 1832 als Rentamt, seit 1856 bis heute (Stand: Feb. 2019) Apotheke (zeitweise auch Drogerie); klassizistischer Walmdachbau mit übergiebeltem Mittelrisalit an der Front |                                   | § 2       |
| 11 | Hauptstraße 21 Standort                               | Ehemalige Posthalterei                          | Als Gasthaus "Zum Hirschen" anno 1607 erbaut, Geburtshaus des Abtes Gerold I. vom Kloster Muri, seit 1809 als Posthalterei an der Poststraße Stühlingen-Bonndorf genutzt; 1955 wurde der frontseitige Erker abgerissen                                                                                             |                                   | § 2       |
| 12 | Stadtzentrum beim Kronen-Platz Standort               | Ehemalige Lehnsmühle                            | Lehnsmühle wurde 1603 erstmals erwähnt, wird auch als "Untere Mühle" bezeichnet, der Lehenshof bestand aus zwei Mühlen, drei Innenhöfen und einer Zehntscheuer; Mühle wurde bis 1962 von einem dann abgerissenen Doppelhaus verdeckt, heute vom "Kronen-Platz" gut einsehbar, 2012 Kulisse für Freilichtschauspiel |                                   | § 2       |
| 13 | Stadtzentrum Standort                                 | Stadtkirche                                     | Katholische Pfarrkirche zum Heiligen Kreuz, erbaut 1787, steht an der zentralen Kreuzung in Stadtmitte; frühklassizistischer Saalbau mit Chorseitturm, welcher auf den Grundmauern der alten Kirche steht, alte Kirchhofmauer teilweise erhalten an Seite Konradsaal sowie Kirchpark über altem Friedhof angelegt  |                                   | § 2       |
| 14 | Stadtzentrum neben Stadtkirche Standort               | Katholisches Pfarrhaus                          | Katholisches Pfarrhaus steht neben kath. Pfarrkirche (Stadtkirche) und wurde vermutlich 1754 erbaut, datiert über Schlussstein an Frontportal; ehem. Pfarrökonomie steht neben Pfarrhaus, umgebaut zum "Konradsaal" (Pfarrgemeindesaal)                                                                            |                                   | § 2       |
| 15 | Stadtzentrum bei Stadtkirche Standort                 | Johannisbrunnen                                 | Brunnenbecken barockisiert aus Granit, datiert auf 1854, bis 2010 an Kreuzung gegenüber stationiert; Brunnenstatue wurde 1945 von frz. Besatzungsarmee zerstört und durch 1963 durch Statue Hl. Nepomuk ersetzt |                                   | § 2       |
| 16 | Unterdorf Standort                                    | Hist. Wohnhaus im Unterdorf                     | Historisches Wohnhaus mit Krüppelwalmdach und originaler Eingangsveranda, erbaut um 1900 an der Hallauer Straße |                                   | § 2       |

#### Stadtweg
Der Stadtweg verbindet das Stadtzentrum im Dorf mit der Altstadt, dem sog. Städtle. Der Stadtweg ist der jüngere der beiden Wege, mit denen das Städtle mit dem Dorf verbunden ist.
|   | Lage                                   | Bezeichnung                                                        | Beschreibung | Bild | Paragraph |
| - | -------------------------------------- | ------------------------------------------------------------------ | --- | ---- | --------- |
| 1 | Übergang Hauptstraße/Stadtweg Standort | Scheune am Kronen-Eck                                              | Wohnhaus mit unterhalb angeordneter Ökonomie und einer talseitig ausgerichteten Scheune, erbaut 2. Hälfte 19. Jahrhundert; am Giebel Fachwerk, seit 1985 besteht eine Unterführung an der unteren, wegseitgen Hausecke                                                                         |      | § 2       |
| 2 | Stadtweg 6 Standort                    | Barockes Wohnhaus mit Ökonomie                                     | Barockes Wohnhaus mit Ökonomieteil und wegseitigem, rundbogigem Scheunentor, erbaut 2. Hälfte 19. Jahrhundert; mit Mansarddach und Freitreppe |      | § 2       |
| 3 | Stadtweg 16 Standort                   | Ehemaliges Schulhaus                                               | Klassizistisches Gebäude auf halber Höhe des Stadtwegs, mit rustiziertem Sockel wird die Hanglage ausgeglichen, besteht aus drei Geschossen mit Walmdach, charakteristisch ist der Doppeleingang mit Rundbogen sowie die vorgelagerte doppelläufige Treppe mit Zufahrtsrampe; erbaut 1838–1840 |      | § 2       |
| 4 | Oberhalb Stadtweg 24 Standort          | Nepomuk-Statue                                                     | Statue des Hl. Nepomuk mit Sandsteinsockel, datiert auf das Jahr 1766; Statue (des Brückenheiligen) stammt vermutlich von der barocken Hallauer Brücke |      | § 2       |
| 5 | Stadtweg 36 Standort                   | Bäuerliches Anwesen in der Vorstadt unterhalb Balbach'schen Gärten | Bauernhaus mit Ökonomieteil, eingebunden in geschlossener Bebauung, zweigeschossig mit im First höherem Ökonomieteil in spätklassizistischer Bauweise, mit seitlicher Wagenremise; Ökonomieteil mit rundbogigem Tennentor mit Inschrift MB 1851                                                |      | § 2       |
| 6 | Stadtweg 40/42 Standort                | Wohnhaus mit Ökonomieteil in Vorstadt                              | Wohnhaus mit Ökonomieteil, ehemalige Färbe, insgesamt drei Geschosse, gekrönt vom Mansarddach mit vorkragenden Flugsparren und Aufzugsgaupe; zugehörig zweigeschossiges Nachbargebäude mit Wirtschaftsnutzung im Erdgeschoss                                                                   |      | § 2       |
| 7 | Stadtweg 44 Standort                   | Wohnhaus mit Ökonomieteil unterhalb Stadtmauer                     | Wohnhaus mit Rückwand, die in Stadtmauer integriert ist; oberer Kopfbau der geschlossenen Bebauung in der Vorstadt, erbaut vermutlich im 18. Jahrhundert |      | § 2       |